# Клобушицькі (рід)
Клобушицькі або Клобушиковські (словац. Klobušickí, Klobušickovci — давній словацький шляхетський рід, члени якого відомі в Угорському королівстві з 12 століття, що походить з Клобушиць (сьогодні частина міста Ілава).

## Історія
Стародавнім місцем походження цієї родини є місто Клобушиці у Тренчинському повіті на півночі Словаччини. Рід Клобушицьких відомий з 15 століття; перша відома письмова згадка датується 1421 роком. Інший член родини, Андрій, оселився в Затіні Земплінського повіту на сході Словаччини, тому його нащадки стали використовувати прізвище Зетений (Zétényi), і є молодшою гілкою роду Клобушицьких.
Пізніше родина мала кілька гілок, на додаток до попередніх двох, в тому числі й на етнічних українських землях: гілка Маросбогат, гілка комітату Береґ, гілка комітату Уж, гілка комітату Боршод і гілка комітату Сатмар. Відомо також про Клобушицьких в районі Братислави, що мали великий маєток у Вес-над-Жітавоу.
Родина вперше перейшла до католицької віри в особі Ференца, який 29 квітня 1692 року отримав баронський титул від імператора Леопольда I; а 12 жовтня 1753 року три його онуки, Ференц, Антал та Іштван, були зведені до графів Священної Римської імперії імператрицею Марією Терезією.
В середини 50-х років XVIII ст. Калочський архієпископ Ф. Клобушицький звертався до Мукачівського єпископа М. Ольшавського, щоб той прислав для українців у Бачці священика, який знає не лише мадярську, але й українську (русинську) мову.